# Brian Freeman
Brian Freeman (Chicago, 28 marzo 1963) è uno scrittore statunitense di thriller psicologici.

## Biografia
Nel 1984 si è laureato in lettere al Carleton College. Prima di iniziare la carriera di scrittore è stato direttore del marketing e delle pubbliche relazioni nello studio legale Faegre & Benson.
I suoi primi romanzi sono ambientati nella cittadina di Duluth, in Minnesota, e hanno per protagonista il tenente di polizia Jonathan Stride. Il romanzo d'esordio, Immoral, ha vinto il Premio Macavity. Hanno riscosso successo anche le opere successive Las Vegas Baby, La danza delle falene, Polvere e sangue e Il respiro del ghiaccio.
Nel 2013 ha vinto l'ITW International Thriller Award 2013 con Spilled Blood, pubblicato in Italia con il titolo Il veleno del sangue

## Opere
I romanzi di Brian Freeman sono venduti in 46 paesi e sono stati tradotti in 20 lingue. L'autore ha dichiarato che la passione verso la scrittura è nata grazie a due figure della sua infanzia: la nonna e l'insegnante di scrittura creativa della scuola media.

### Serie di Jonathan Stride
- 1- Immoral (2005) - edizione italiana: Piemme, 2006
- 2- Las Vegas Baby (Stripped) (2006) - Piemme, 2007
- 3- La danza delle falene (Stalked) (2007) - Piemme, 2008
- 4- Polvere e sangue (In The Dark o The Watcher) (2008) - Piemme, 2009
- 5- Il respiro del ghiaccio (The Burying Place) (2009) - Piemme, 2011
- 6- Formiche (Spitting Devil) (2010) - Piemme, 2012 (Solo ebook, 60 pagine)
- 7- Polvere alla Polvere (Turn to Stone) (2013) - Piemme, 2014
- 8- La ragazza di pietra (The Cold Nowhere) (2013) - Piemme, 2014
- 9- Ai morti non dire addio (Goodbye to the Dead) - Piemme, 2015
- 10- Il giorno più buio (Marathon) - Piemme, 2018
- 11- Doppia identità (Alter Ego) Piemme, 2020
- 12- Requiem per un amico (Funeral for a friend) Piemme, 2022

### Serie di Frost Easton
- La donna che cancellava i ricordi (The Night Bird) - Piemme, 2017
- La verità sbagliata (The Voice Inside) -  Piemme, 2019
- La strada dell'inganno (The Crooked Street) - Piemme, 2021

### Altri romanzi
- The Agency (2009) - scritto con Ali Gunn, sotto lo pseudonimo Ally O'Brien
- Il dubbio (The Bone House) (2010), Piemme, 2012
- Il veleno del sangue (Spilled Blood) (2012) - Piemme, 2013
- Io sono tornato (Season of Fear) (2014) - Piemme, 2015
- Il rumore del silenzio - Piemme 2023